# Michał (Rubinski)
Michał, imię świeckie Nikołaj Aleksandrowicz Rubinski (ur. 1872, zm. 29 grudnia 1962 w Poczajowie) – rosyjski biskup prawosławny.

## Życiorys
Ukończył Aleksandrowskie Misyjne Seminarium Duchowne. Od listopada 1943 r. pracował w zarządzie eparchii charkowskiej.
29 kwietnia 1945 miała miejsce jego chirotonia na biskupa chersońskiego i nikołajewskiego. Jako główny konsekrator w ceremonii wziął udział metropolita kijowski i halicki, egzarcha Ukrainy Jan i inni hierarchowie Egzarchatu. W 1947 został przeniesiony na katedrę kirowohradzką. Już 12 maja tego samego roku Święty Synod Rosyjskiego Kościoła Prawosławnego przeniósł go w stan spoczynku, skierował go do monasteru Zaśnięcia Matki Bożej w Żyrowiczach jako jednego z mnichów i na sześć miesięcy zabronił odprawiania nabożeństw.
28 lutego 1948, „ze względu na zakończenie wyznaczonej mu pokuty”, został biskupem wielkołuckim i toropieckim.
31 października 1950 przeszedł w stan spoczynku z wyznaczonym miejscem pobytu w Ławrze Poczajowskiej.